# Sandborre
Sandborre (Anomala dubia) är en skalbaggsart som beskrevs av Giovanni Antonio Scopoli 1763. Enligt Catalogue of Life ingår sandborre i släktet Anomala och familjen Rutelidae, men enligt Dyntaxa är tillhörigheten istället släktet Anomala och familjen bladhorningar. Arten är reproducerande i Sverige.

## Underarter
Arten delas in i följande underarter:
- A. d. albanica
- A. d. aenea
- A. d. abhasica

## Bildgalleri

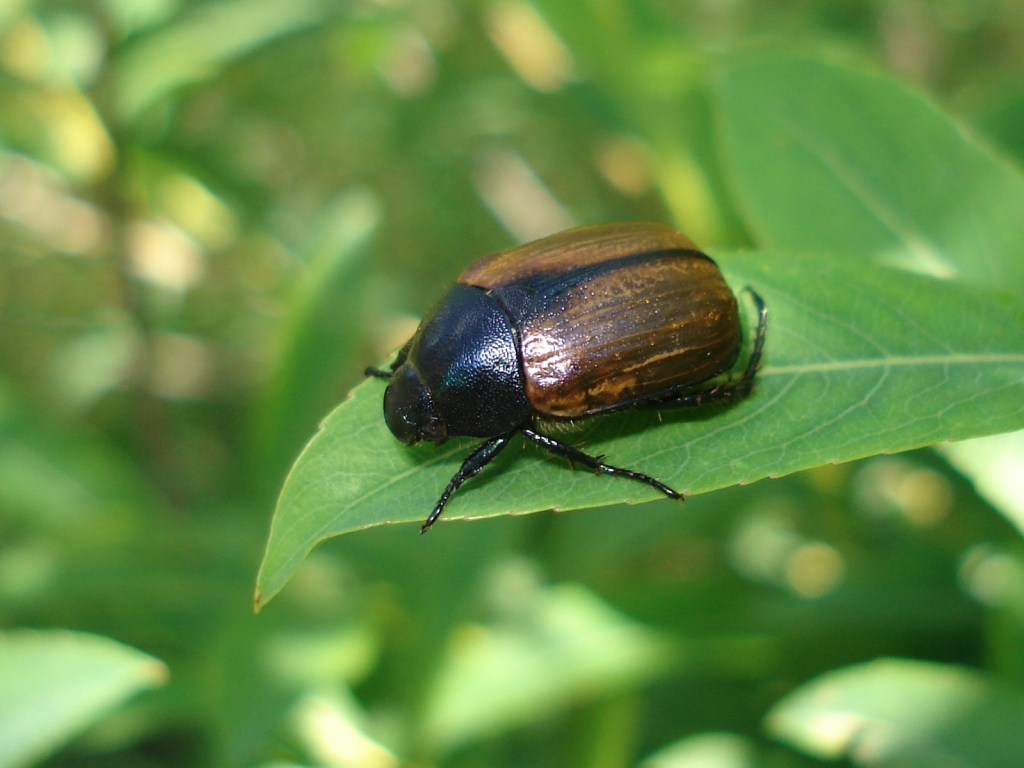
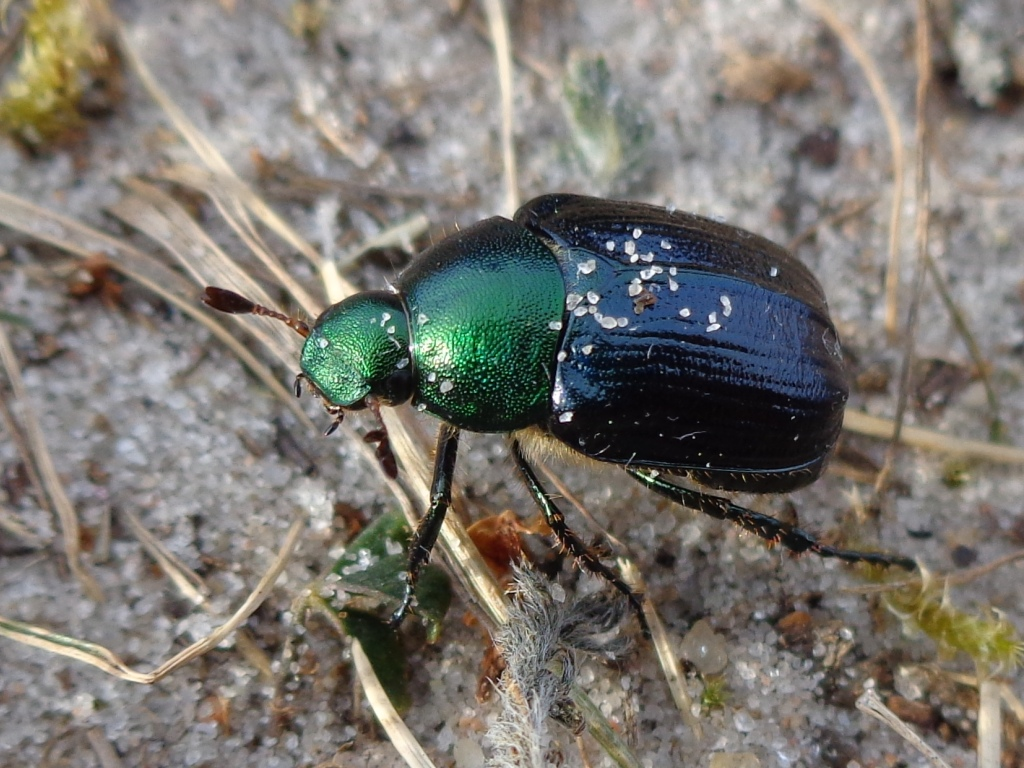
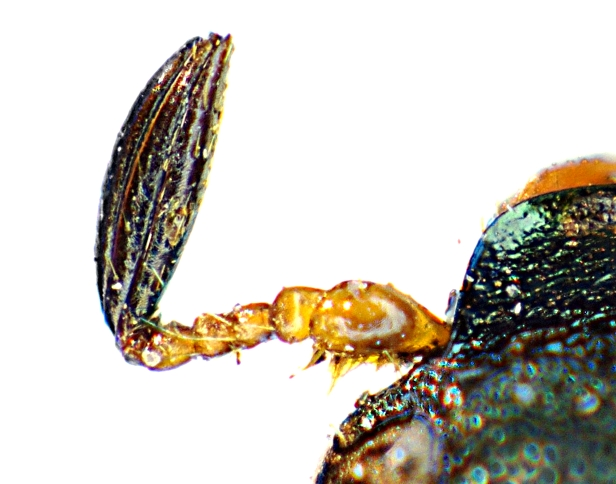
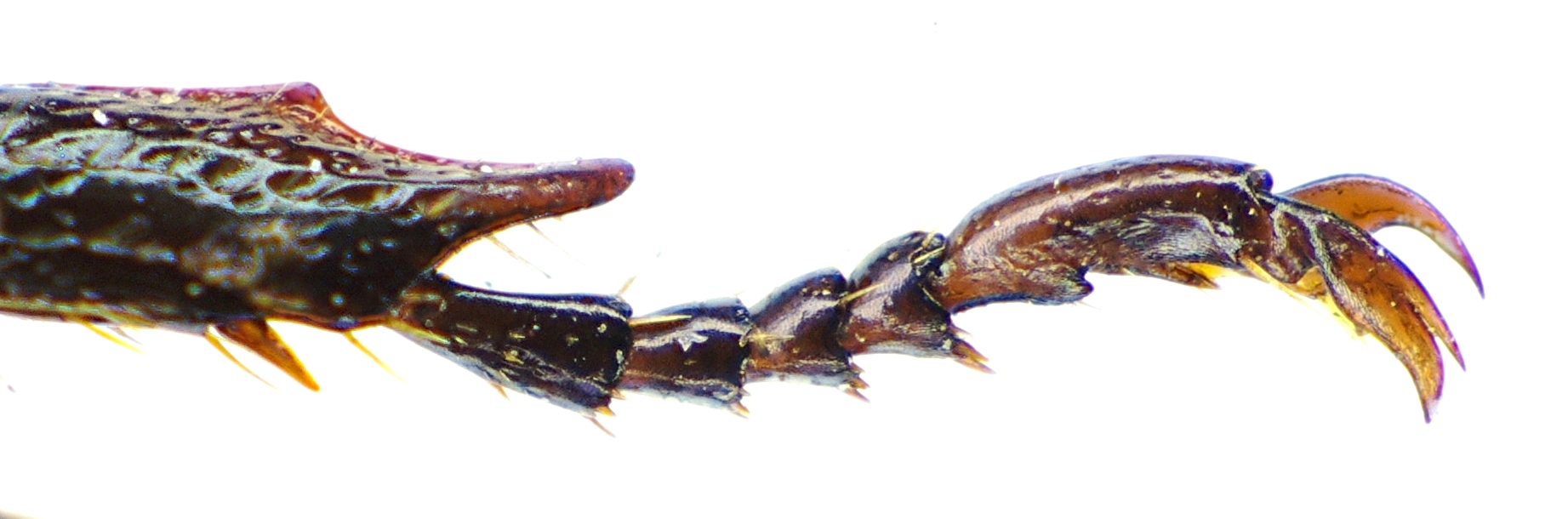
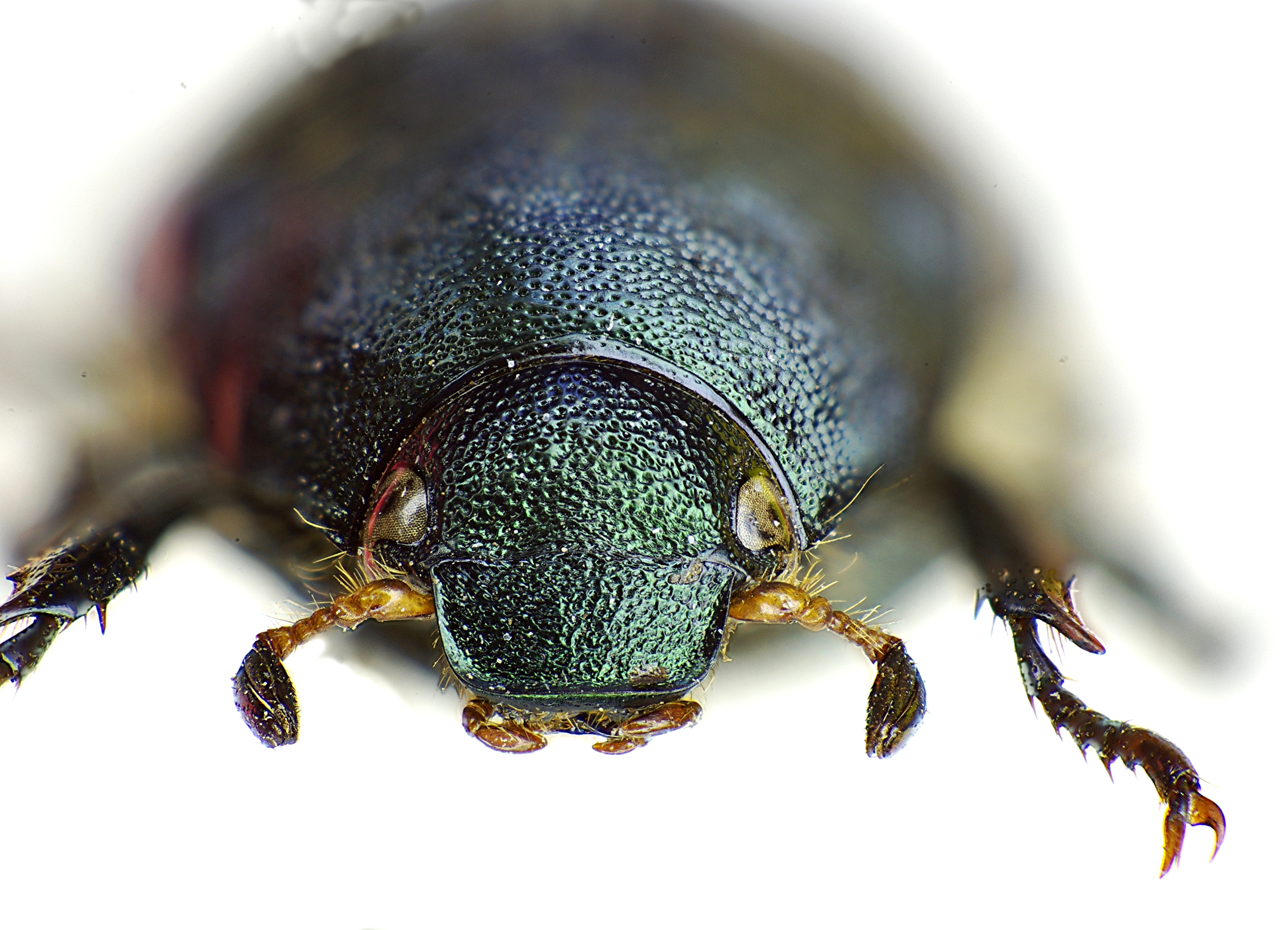